# Manuel Monleón
Manuel Monleón (Valencia, 23 de febrero de 1904 - Mislata, 17 de agosto de 1976) fue un cartelista, ilustrador y diseñador gráfico español. En un ámbito distinto, fue el primer presidente del Grupo Laborista Esperantista de Valencia y autor de Un idioma para el mundo proletario: el esperanto (1933).

## Biografía
Manuel Monleón Burgos, nacido en una familia de agricultores de Andilla emigrados a la capital valenciana, se inició pintando miniaturas y abanicos en el taller de Mariano Pérez en Les Ventalles. De su juventud se mencionan su interés por el esperantismo, el nudismo y el anarquismo, llegando a colaborar en revistas como Cuadernos de cultura, Nueva Cultura, Helios y como portadista para Estudios, revista editada por la FAI. Entra en el círculo de artistas gráficos encabezados por Renau y los hermanos Vicente y Arturo Ballester, Vicente Canet, José Bauset, Francisco Carreño, Rafael Pérez Contel, Rafael Raga o Luis Dubón. A lo largo de ese periodo anterior a la guerra civil española y durante el conflicto, Monleón diseñó carteles para agrupaciones sindicales de la CNT-FAI, UGT, el PCE o del Partido Sindicalista de Ángel Pestaña. También merecen ser mencionados sus fotomontajes en el periódico gráfico Umbral y sus colaboraciones en el periódico Verdad, que dirigía el escritor Max Aub.
Formó parte de la Alianza de Intelectuales Antifascistas y participó en la Primera Exposición de Arte Revolucionario (1933), y en el Pabellón Español de la Exposición Internacional de París de 1937.
En abril de 1939 fue detenido en Alicante por las tropas italianas del general Gastone Gambara y retenido en el campo de concentración de los Almendros, de donde pasaría al de Albatera; juzgado y condenado a muerte, le fue conmutada la pena y pasó tres años en prisiones o campos de trabajos forzados en Carabanchel, Palencia y Valencia. En 1943 le fue aplicada la Ley de Redención de Penas por el Trabajo. De ese periodo se han conservado algunas colecciones de dibujos sobre el mundo carcelario franquista, y calendarios para sus compañeros de celda y su familia.
Una vez liberado, estuvo maquetando la revista Triunfo (a partir de 1946) y fundó una empresa de publicidad con Antonio Castaños, como diseñador de carteles cinematográficos o publicitarios para diversos productos. También queda noticia de la edición de una revista dedicada a las artes gráficas. En 1951 se trasladó a Colombia, en cuya capital, Bogotá montó otra agencia de publicidad y llegaría a presentar alguna exposición, así como a partir de 1958 en Caracas (Venezuela).
En 1962 regresó a España y se estableció en Mislata dedicado a la pintura hasta su jubilación. En dicha localidad falleció a los 72 años de edad.
En su estilo, tanto como cartelista y diseñador de portadas de revistas o libros, destaca el empleo del aerógrafo, el dominio del desnudo femenino y la estética de composición con diagonales. Su obra fue rememorada en 2004 por la Universidad de Valencia en la monografía “Manuel Monleón Diseño y Vanguardia”.